# Franz Georg Benkert
Franz Georg Benkert (* 25. September 1790 in Nordheim vor der Rhön; † 20. Mai 1859 Coburg) war ein deutscher Priester, Theologe, Buchautor und Zeitungsherausgeber.

## Leben

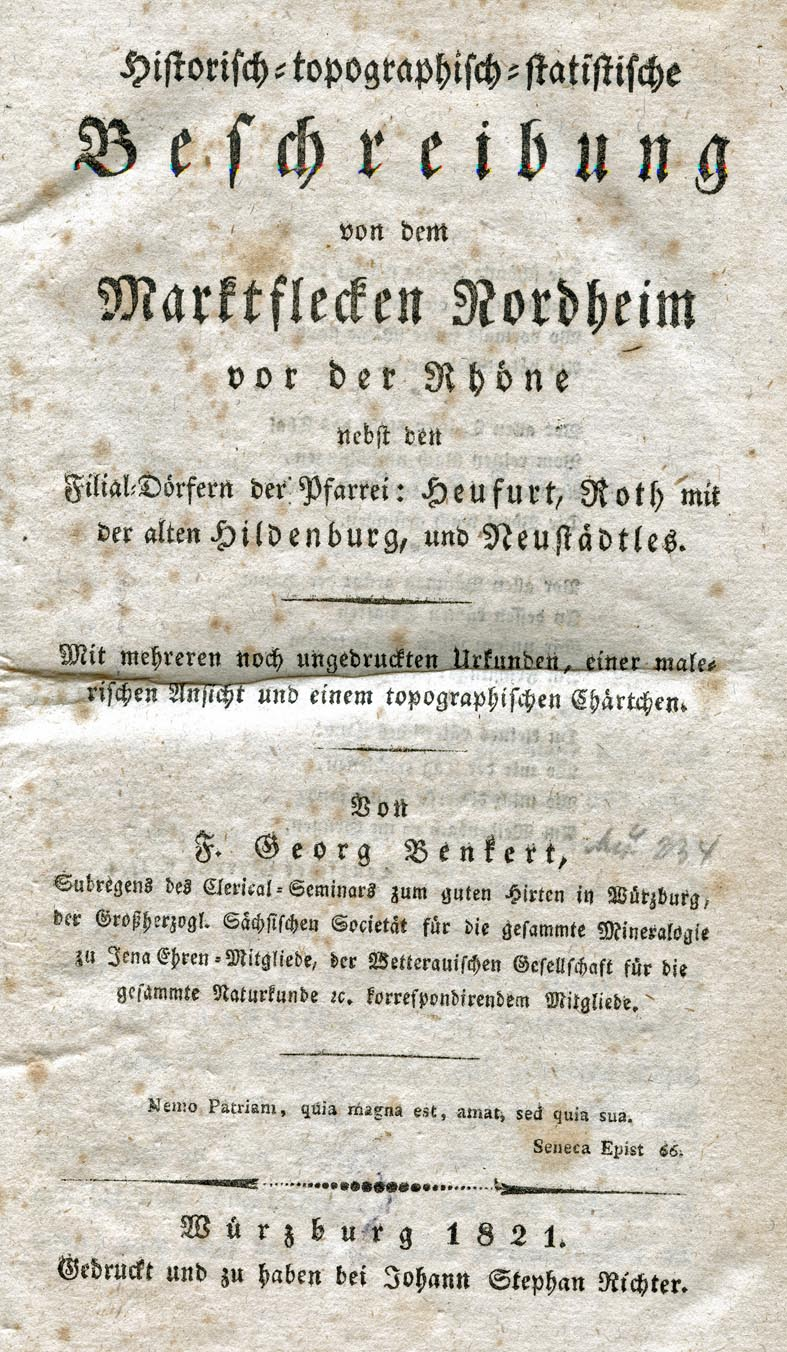
Benkerts Buch über Nordheim. Das Seneca-Zitat bedeutet: „Niemand liebt das Vaterland, weil es groß ist, sondern weil es seines ist.“

Franz Georg Benkert besuchte das Gymnasium in Münnerstadt. Nach dessen erfolgreichem Abschluss begann er an der Universität Würzburg das Studium der Theologie. Am 31. August 1816 wurde er in Würzburg zum Priester geweiht und kam als Kaplan nach Gaurettersheim. 1821 wurde er Subregens am Würzburger Priesterseminar. 1823 erlangte er den theologischen Doktorgrad. 1832 wurde er Regens des Priesterseminars. 1838 erfolgte die Ernennung zum Domkapitular und zum Domdekan.
Benkert gab ab 1822 den Religionsfreund für Katholiken heraus, 1835 in Allgemeiner Religions- und Kirchenfreund umbenannt und bis 1840 fortgesetzt.  Ab 1827 schloss sich diesem Organ die Zeitschrift Athanasia an. Außerdem veröffentlichte er zahlreiche Bücher zur Regionalgeschichte Nordfrankens. Benkert starb während einer Reise in Coburg.

## Schriften (Auswahl)
- Verzeichniß der von dem Hochw. Herrn Domdechant Dr. Fr. G. Benkert hinterlassenen Bücher, welche Montag den 21. November ... versteigert werden, Würzburg 1859.
- Die Ruine zum Bischofs, Würzburg 1850. (Digitalisat)
- Joseph Bonavita Blank's, geistlichen Rathes, der Philosophie und der heil. Schrift Doktors, kurze Lebens-Beschreibung, Würzburg 1819.
- Die beiden Osterburgen, Würzburg 1854.
- Die Kapelle zum Hl. Sebastian bei Nordheim vor der Rhöne, Würzburg 1858.
- Historisch-topographisch-statistische Beschreibung von dem Marktflecken Nordheim vor der Rhöne nebst den Filial-Dörfern der Pfarrei: Heufurt, Roth mit der alten Hildenburg, und Neustädtles, Würzburg 1821. (digitalesammlungen.de).
- Dissertatio de duplici missa catechumenorum et fidelium, Würzburg 1823. (Digitalisat)
- Die wahre Lage des alten Baringaues, Hildburghausen 1852.
- Der ehemalige Hof Hauenstein, Würzburg 1853.